# 根仑与根兰
根仑（Khun Lung）与根兰（Khun Lai）:23，是部分大泰民族（傣族、掸族）传说中的王室始祖，许多大泰编年史也从根仑与根兰的故事开始讲述:3。在云南德宏傣族的文献中，二人被称为混鲁（混陆）、混赖（混来）:32:19，《生威编年史》记作混鲁（Khun Lu）与混拉（Khun La）。
大部分编年史记载，根仑与根兰在公元六世纪中叶下凡来到兴威、瑞丽江河谷或者伊洛瓦底江河谷，建起勐卯或憍赏弥（果占璧）王国:4。部分学者根据根仑与根兰的传说，认为在公元六或七世纪时已经形成了勐卯王国或大型傣族部落联盟:23。

## 传说故事
以下列出部分版本的根仑、根兰纪事。

### 巴德里版
法国学者兰番佛巴德里在《通报》1909年第4期刊发了论文《泰族侵入印度支那考》（法語：L'invasion Thaïe en Indo-Chine），当中录入了一段流行于大泰区域的故事。中国学者方国瑜将该故事转引在《元代云南行省傣族史料编年》中，而被中国史学界所知。巴德里著述记载的故事如下：
公元568年，天神的两个儿子根仑与根兰踏着黄金梯下凡到瑞丽江河谷，下凡后兄弟两人争夺统治，根仑及其七子占据了太公、摩埃（Moue，疑孟密）、郎奔（Lampou）、孟养、举腊（Kula）、阿瓦、孟拱，根兰则占据了勐丽勐兰（Muong-Ri Muong-Ram）。:23

### 埃里亚斯版
英国学者内伊·埃里亚斯于1875年到访上缅甸的曼德勒，收集整理了印度阿萨姆和缅北掸族地区的文献材料，编成《上缅甸及云南西部掸族历史概述》（英語：Introductory Sketch of the History of the Shans in Upper Burma and Western Yunnan）一书。埃里亚斯著述记载的故事如下：
佛历1111年（公元568年），天神之子根仑与根兰从天上踏着黄金梯下凡到人间，降落在瑞丽江河谷地区，一同下凡的还有天神佐官太阳神、月亮神等一众神灵。下凡后，当地的凡人请求根仑与根兰成为他们的统治者，凡人朗古（Laun-gu）和召底坎（Chau-Ti-Kan）成为了兄弟俩的仆人。在下凡前，天神登坎（Tenkam）送给他们一只公鸡和一把刀，叮嘱根仑二人，一旦到达人间，就用刀杀死公鸡，然后献祭天神；献祭仪式结束后，根仑与根兰自己要把鸡头吃了，鸡的身体分给随他们下凡的神灵。事情却出了差错，兄弟俩下凡后发现没带刀和鸡，就让朗古到天上取。朗古回来后，告知根仑两人：天神非常生气，指令他们在献祭后只能吃一小部分鸡，其余的分给随从。朗古请求赐予奖赏，以表彰他去天上拿来了祭品，根仑与根兰将密底拉（Mithila，云南的巴利语名字）交给他管理。朗古吃了鸡头后，成为南诏强大的统治者，天神之子根仑与根兰吃了鸡身体的一小部分，只能管理卯掸地区。:13-14
根仑与根兰就谁来统治的问题发生争执，根仑决定放弃统治瑞丽江地区，准备离开建立自己的王国。他将两张祖先的画像装到盒子里，一路向西，穿过伊洛瓦底江，抵达钦敦江边的乌鲁（Ooroo）部落附近，建立起孟养，还把七个儿子分封到各地成为诸侯王：:14-15
1. 昂根仑（Aing Kun-Lung）：太公（英语：Tagaung, Mandalay）王
2. 根法（Kun-pha）：莫宁王
3. 根乌（Kun-Ngu）：拉勐泰（Lamung-Tai）王
4. 根果法（Kun-Kwot-pha）：勐永（Mung Yong）王
5. 根拉（Kun-La）：勐古剌（Mung-Kula）王
6. 根塔（Kun-Tha）：孟密王
7. 根苏（Kun-Su）：孟养王，与父亲根仑共同统治

与此同时，根兰在瑞丽江左岸距离今瑞丽城八到九英里的地方建起勐丽勐兰（Mung-Ri Mung-Ram），根仑家族世代统治勐丽勐兰。:15-16

### 《勐果占壁简史》版
德宏傣文史书《银云瑞雾的勐果占壁简史》成书于14世纪末，当中记载了混陆与混来的故事：
很久以前，混陆与混来自天而降，来到人间作“召勐”（地方君主）。年深日久，家族已经有三万名奴隶，繁衍生活在一条大江边、名叫“勐熙勐翰”的地方。两个家族商量，由混来家族带着一半的奴隶渡过萨尔温江去另一个地方开疆拓土，混陆家族仍留在原地生活。混陆耳郭肥大，下垂及肩，身材魁梧，臂长过膝，寿命极长，活了三世人的时间，宛如活菩萨。混陆有一百个儿子、一千个孙子、一万个重孙。那时天下无官，地方混乱，各地都找到混陆希望得到“官种”，混陆将自己的子孙派到各地做官，遍布十六个大“勐”、二千多个小“勐”。:18-19

### 《菩愣记》版
印度阿萨姆傣族的《菩愣记》（英語：Buranji）中，对根仑与根兰有非常详细的记载。1930年由Golap Chandra Barua翻译整理的《阿洪姆菩愣记：从创世至阿洪姆统治终结》（Ahom-Buranji, From the Earliest time to the End of Ahom Rule）第二章概述如下：
掌管着80万天神的大天神“冷东”（Lengdon）有一天发现人间没有自己家族的人来统治，因此地方一片混乱，天神登坎（Thenkham）建议冷东派遣根仑与根兰下凡掌管人间。根仑与根兰是冷东的孙子，同时也是登坎的后裔，而登坎又是冷东的外甥（《菩愣记》中的记载出现混乱）。冷东及一众天神向根仑与根兰交代完下凡后的注意事项，根仑兄弟就顺着一架铁梯降到“勐丽”（Mungri）地方。随他们一同下凡的天人想吃鸡，但是发现人间没有鸡，根仑与根兰说道，按照冷东的安排，他们只能在年末吃到鸡。随后问众人有谁愿意顺着梯子爬回天上取鸡，但是无人愿意。一名叫朗古（Langu）的凡人自告奋勇独自一人到天上取鸡，并请求将中国交给他管理，根仑与根兰允之。朗古到天上，觐见了智慧之神雅兴法（Jashinpha），雅兴法托朗古交待根仑和根兰，嘱咐他们不要拿走鸡的大腿骨，随后让朗古把他们下凡时忘记带走的祭祀用大鼓和剑一起带回人间。朗古回到勐丽，并未如实禀告雅兴法的嘱咐，转而说，雅兴法只允许根仑与根兰吃鸡肉和鸡肝，鸡头和鸡翅要给朗古吃，还说，雅兴法令根仑与根兰将神剑交给朗古，并且由朗古指导他们去掌管北方的国家。
根仑与根兰建起一座城，各地的人都很敬重根仑二人。随后，根兰产生妒忌之心，用计将本属根仑的王位抢走。根仑回到天上向冷东告状，冷东听后暴怒，诅咒根兰家族的统治不会长久，并建议根仑回到人间，在“勐鲁勐亚”（Mungkhrumungja）称王。根仑照做，把地方管理的繁荣昌盛，将勐鲁勐亚的王位传给长子泰坦康（Taitamkang），将次子根法（Khunpha）封为“勐丢”（Mungteu）王、三子根朱（Khunju）为“拉勐泰”（Lamungtai）王，根拉（Khunlā）为“勐古剌”（Mungkula）王，根腊（Khunla）为“阿瓦”王，根卡法（Khunkakpha）也被封为一个大国之主。

## 同名人物
傣掸民族的编年史较为混乱，《银云瑞雾的勐果占壁简史》、《生威编年史》均记有与根仑（混陆）、根兰（混来）同名的人物：混等（8世纪时的勐卯君主）有子名为召混鲁，召混鲁有子名为召混来，召混鲁、召混来在混等去世后相继继承勐卯君位:15-16。汉译版《银云瑞雾的勐果占壁简史》将天神之子译为“混陆”、“混来”，将混等的子孙译为“混鲁”、“混来”，但他们的傣文写法是相同的。